# Olli Määttä
Olli Määttä (* 22. srpna 1994 Jyväskylä) je finský hokejový obránce hrající v severoamerické National Hockey League (NHL) za tým Utah Mammoth. Byl draftován v roce 2012 ze 22. pozice týmem Pittsburgh Penguins.

## Hráčská kariéra
Määttä byl draftován v roce 2012 jako dvaadvacátý celkově týmem Pittsburgh Penguins. Solidní výkon během předsezónního tréninkového kempu před sezónu 2013/14 a zranění obránce Krise Letanga mu zajistilo místo v týmu. Své první body v NHL zaznamenal 8. října 2013 v zápase proti Carolině Hurricanes, když asistoval u dvou branek krajana Jussiho Jokinena. Dne 19. října 2013 vstřelil první branku v této soutěži, když v zápase proti Vancouveru Canucks překonal Roberta Luongo.

## Klubové statistiky
| Sezóna      | Klub                | Soutěž         |     | Základní část | Základní část | Základní část | Základní část | Základní část |   | Play off | Play off | Play off | Play off | Play off |
| Sezóna      | Klub                | Soutěž         | Z   | G             | A             | B             | TM            | Z             | G | A        | B        | TM       |          |          |
| 2010/11     | JYP U20             | Jr. A SM-liiga | 19  | 2             | 6             | 8             | 8             | 12            | 1 | 4        | 5        | 6        |          |          |
| 2010/11     | JYP-Akatemia        | Mestis         | 23  | 1             | 5             | 6             | 6             | —             | — | —        | —        | —        |          |          |
| 2011/12     | London Knights      | OHL            | 58  | 5             | 27            | 32            | 25            | 19            | 6 | 17       | 23       | 2        |          |          |
| 2012/13     | London Knights      | OHL            | 57  | 8             | 30            | 38            | 30            | 21            | 4 | 10       | 14       | 8        |          |          |
| 2013/14     | Pittsburgh Penguins | NHL            | 78  | 9             | 20            | 29            | 14            | 13            | 0 | 4        | 4        | 0        |          |          |
| 2014/15     | Pittsburgh Penguins | NHL            | 20  | 1             | 8             | 9             | 10            | —             | — | —        | —        | —        |          |          |
| 2015/16     | Pittsburgh Penguins | NHL            | 67  | 6             | 13            | 19            | 22            | 17            | 0 | 7        | 7        | 4        |          |          |
| 2016/17     | Pittsburgh Penguins | NHL            | 55  | 1             | 6             | 7             | 12            | 25            | 2 | 6        | 8        | 12       |          |          |
| 2017/18     | Pittsburgh Penguins | NHL            | 82  | 7             | 22            | 29            | 28            | 12            | 0 | 2        | 2        | 4        |          |          |
| 2018/19     | Pittsburgh Penguins | NHL            | 60  | 1             | 13            | 14            | 9             | 1             | 0 | 0        | 0        | 0        |          |          |
| 2019/20     | Chicago Blackhawks  | NHL            | 65  | 4             | 13            | 17            | 20            | —             | — | —        | —        | —        |          |          |
| 2020/21     | Los Angeles Kings   | NHL            | 41  | 0             | 4             | 4             | 6             | —             | — | —        | —        | —        |          |          |
| 2021/22     | Los Angeles Kings   | NHL            | 66  | 1             | 7             | 8             | 10            | 7             | 0 | 0        | 0        | 0        |          |          |
| 2022/23     | Detroit Red Wings   | NHL            | 78  | 6             | 17            | 23            | 14            | —             | — | —        | —        | —        |          |          |
| 2023/24     | Detroit Red Wings   | NHL            | 72  | 4             | 14            | 18            | 14            | —             | — | —        | —        | —        |          |          |
| 2024/25     | Detroit Red Wings   | NHL            | 7   | 0             | 0             | 0             | 0             | —             | — | —        | —        | —        |          |          |
| 2024/25     | Utah Mammoth        | NHL            | 70  | 2             | 16            | 18            | 16            | —             | — | —        | —        | —        |          |          |
| NHL celkově | NHL celkově         | NHL celkově    | 761 | 42            | 153           | 195           | 178           | 85            | 5 | 22       | 27       | 24       |          |          |

### Reprezentační statistiky
| Rok                       | Tým                       | Soutěž                    | Z  | G | A  | B  | TM |
| ------------------------- | ------------------------- | ------------------------- | -- | - | -- | -- | -- |
| 2011                      | Finsko 20                 | MSJ                       | 6  | 0 | 0  | 0  | 0  |
| 2011                      | Finsko 18                 | MS18                      | 6  | 1 | 3  | 4  | 0  |
| 2012                      | Finsko 20                 | MSJ                       | 1  | 0 | 0  | 0  | 0  |
| 2013                      | Finsko 20                 | MSJ                       | 5  | 1 | 2  | 3  | 2  |
| 2014                      | Finsko                    | ZOH                       | 6  | 3 | 2  | 5  | 0  |
| 2016                      | Finsko                    | SP                        | 3  | 0 | 0  | 0  | 0  |
| 2021                      | Finsko                    | MS                        | 10 | 0 | 2  | 2  | 0  |
| 2023                      | Finsko                    | MS                        | 8  | 0 | 5  | 5  | 0  |
| 2024                      | Finsko                    | MS                        | 8  | 1 | 2  | 3  | 2  |
| Juniorská kariéra celkově | Juniorská kariéra celkově | Juniorská kariéra celkově | 18 | 2 | 5  | 7  | 2  |
| Seniorská kariéra celkově | Seniorská kariéra celkově | Seniorská kariéra celkově | 35 | 4 | 11 | 15 | 2  |

#### Profily
- Olli Määttä – statistiky na Hockeydb.com (anglicky)
- Olli Määttä – statistiky na Elite Prospects (anglicky)
- Olli Määttä – statistiky na NHL.com
- Profil Olliho Määttä na www.chicagoblackhawks.cz

| Předchůdce               | Olli Määttä                                     | Nástupce                 |
| Derrick Pouliot (Kanada) | Výběr v prvních kolech Pittsburgh Penguins 2012 | Kasperi Kapanen (Finsko) |